# Robin Francis
Robin Francis (Durban, Sudáfrica, 20 de abril de 1982) es un deportista británico que compitió en natación.
Ganó una medalla de plata en el Campeonato Mundial de Natación en Piscina Corta de 2004 y dos medallas de plata en el Campeonato Europeo de Natación en Piscina Corta, en los años 2003 y 2001.

## Palmarés internacional
| Campeonato Mundial en Piscina Corta | Campeonato Mundial en Piscina Corta | Campeonato Mundial en Piscina Corta | Campeonato Mundial en Piscina Corta |
| Año                                 | Lugar                               | Medalla                             | Prueba                              |
| ----------------------------------- | ----------------------------------- | ----------------------------------- | ----------------------------------- |
| 2004                                | Indianápolis (Estados Unidos)       | Medalla de plata                    | 400 m estilos                       |
| Campeonato Europeo en Piscina Corta |                                     |                                     |                                     |
| Año                                 | Lugar                               | Medalla                             | Prueba                              |
| 2001                                | Amberes (Bélgica)                   | Medalla de plata                    | 400 m estilos                       |
| 2003                                | Dublín (Irlanda)                    | Medalla de plata                    | 400 m estilos                       |